# Catapotia laevissima
Catapotia laevissima is een keversoort uit de familie zwamkevers (Endomychidae). De wetenschappelijke naam van de soort werd in 1860 gepubliceerd door Carl Gustaf Thomson.